# Duczów Wielki
Duczów Wielki (niem. Grot Deutschen)– wieś w Polsce położona w województwie opolskim, w powiecie kluczborskim, w gminie Wołczyn.
W latach 1975–1998 miejscowość należała administracyjnie do województwa opolskiego.

## Historia
Od końca XVIII w. wieś posiadała pieczęć gminną, na której wizerunku przedstawiono podkowa, nad nią krzyż (herb Jastrzębiec?).

## Zabytki
Do wojewódzkiego rejestru zabytków wpisany jest oficyna dworska, z pocz. XIX w. (nie istnieje).